# Mandevilla pristina
Mandevilla pristina är en oleanderväxtart som beskrevs av J.F.Morales. Mandevilla pristina ingår i släktet Mandevilla och familjen oleanderväxter. Inga underarter finns listade i Catalogue of Life.